# Château de Rosemont
Pour les articles homonymes, voir Rosemont.
Le château de Rosemont est un château fort en ruines situé sur la commune de Luthenay-Uxeloup (France).

## Localisation
Le château est situé sur la commune de Luthenay-Uxeloup, située dans le département de la Nièvre en région Bourgogne-Franche-Comté.

## Description
Le château de Rosemont est construit presque au sommet de la côte orientée nord-sud qui domine à l'est, le village de Luthenay. Il mesure 55 m de large et 90 m de long. Ceint par des fossés d'une vingtaine de mètres de largeur, et profonds de 5 m par endroits, le château était muni de courtines qui reliaient sept tours cylindriques et une rectangulaire. Sous cette dernière se trouvait le pont-levis. Au dessus de cette entrée se trouvait la chapelle mentionnée dans le pouillé de 1478 et dédiée à Marie-Madeleine (Vicaria Beate-Marie-Magdelene in Castro Roseomonte). Les tours, dont les murs ont 2 m d'épaisseur, étaient garnies de créneaux et on voit encore les corbeaux destinés à supporter les hourds. Dans la cour, des bâtiments étaient adossés au mur d'enceinte et on voit encore des traces de cheminées monumentales[réf. souhaitée].

## Historique
Le château n'est à l'origine qu'une maison forte qui, en 1233, appartient à Guillaume, sire de Thianges, et reconnaît que sa maison-forte de Rosemont est du fief du comte de Nevers.
Appartenant au comte de Nevers, il est vendu, en 1597, par Henriette de Clèves, duchesse de Nevers, à Jérôme de la Chasseigne. Puis, c'est une famille de notables et de juristes qui rachète Rosemont et les terres qui l'entourent : les Chambrun d'Uxeloup. La terre, seigneurie et chastellenie de Rosemont, consiste en une justice haute, moyenne et basse : elle a bailliage et droit de nommer les officiers.
Pendant la Révolution, sous la période de la Terreur, les propriétaires seront arrêtés par le comité révolutionnaire de Nevers. Le fils aîné de la famille - ayant immigré un temps et par la suite étant rentré clandestinement sur les terres de ses ancêtres après la chute de la monarchie, le 10 août 1792 – fut dénoncé aux autorités. Le père et le fils sont arrivés à Paris le 8 Thermidor, la veille de la chute de Robespierre, ils seront jugés le même jour et guillotinés.
Le château fait l'objet d'un classement au titre des monuments historiques par arrêté du 20 octobre 1923.

## Galerie

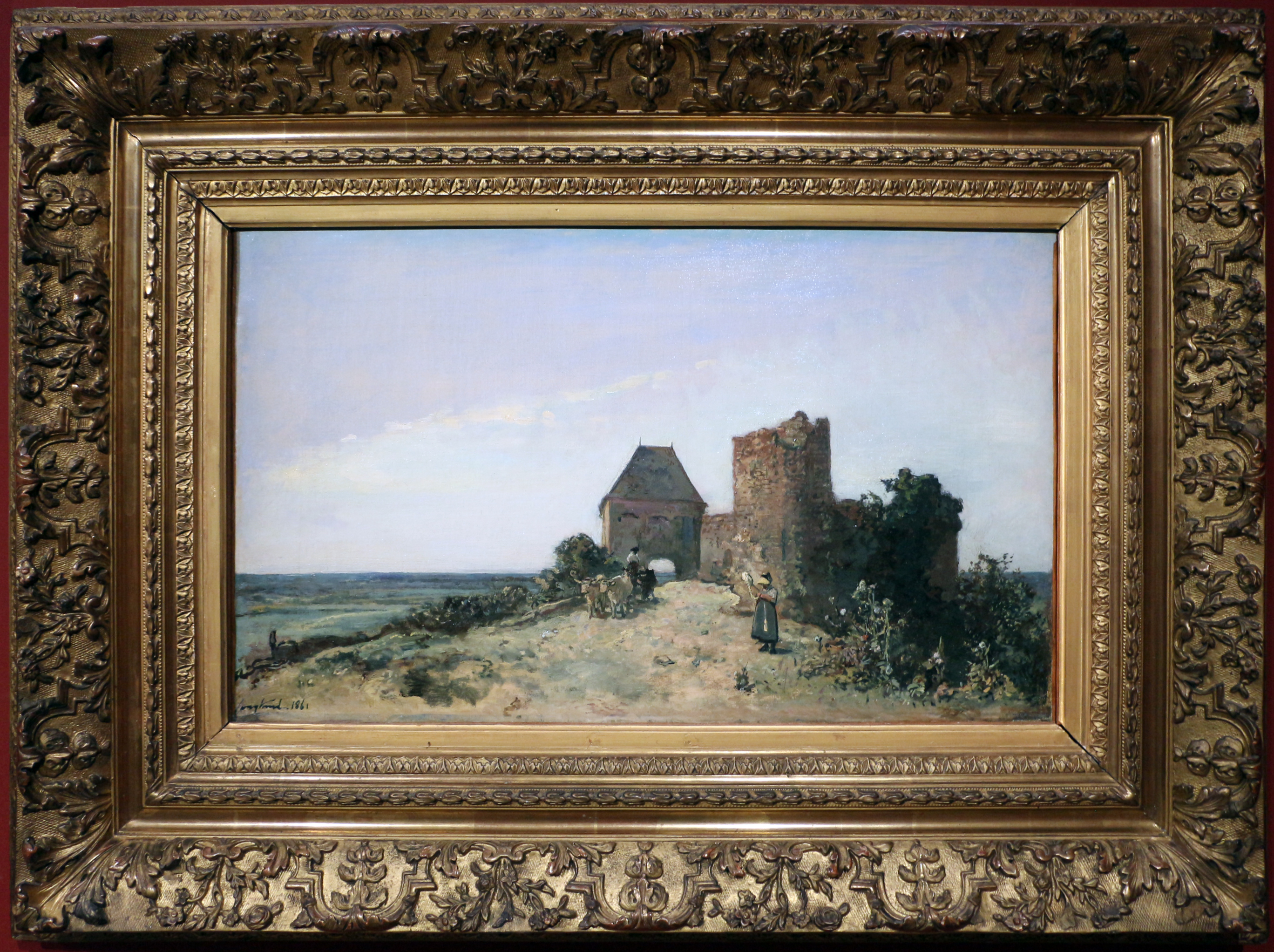
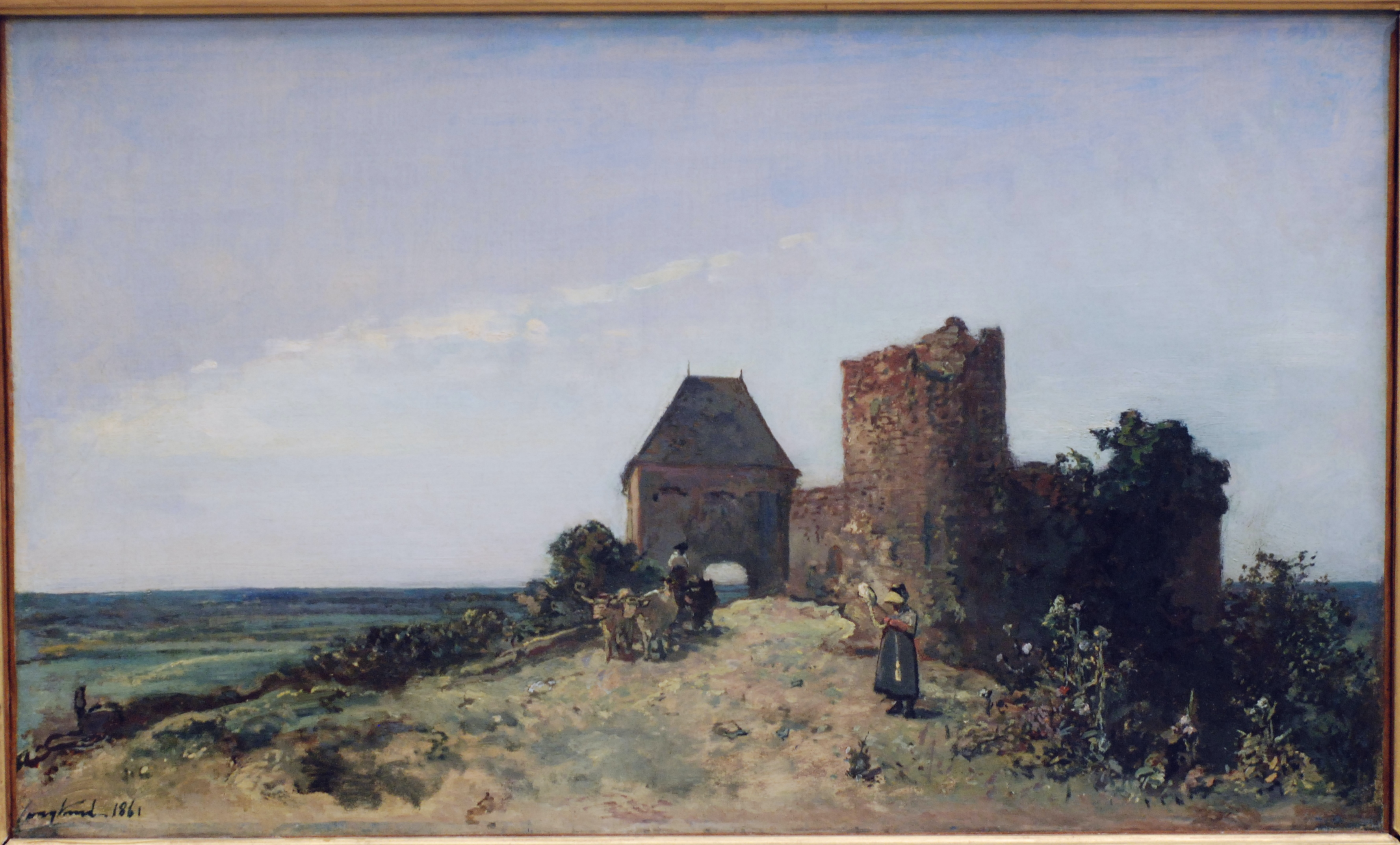
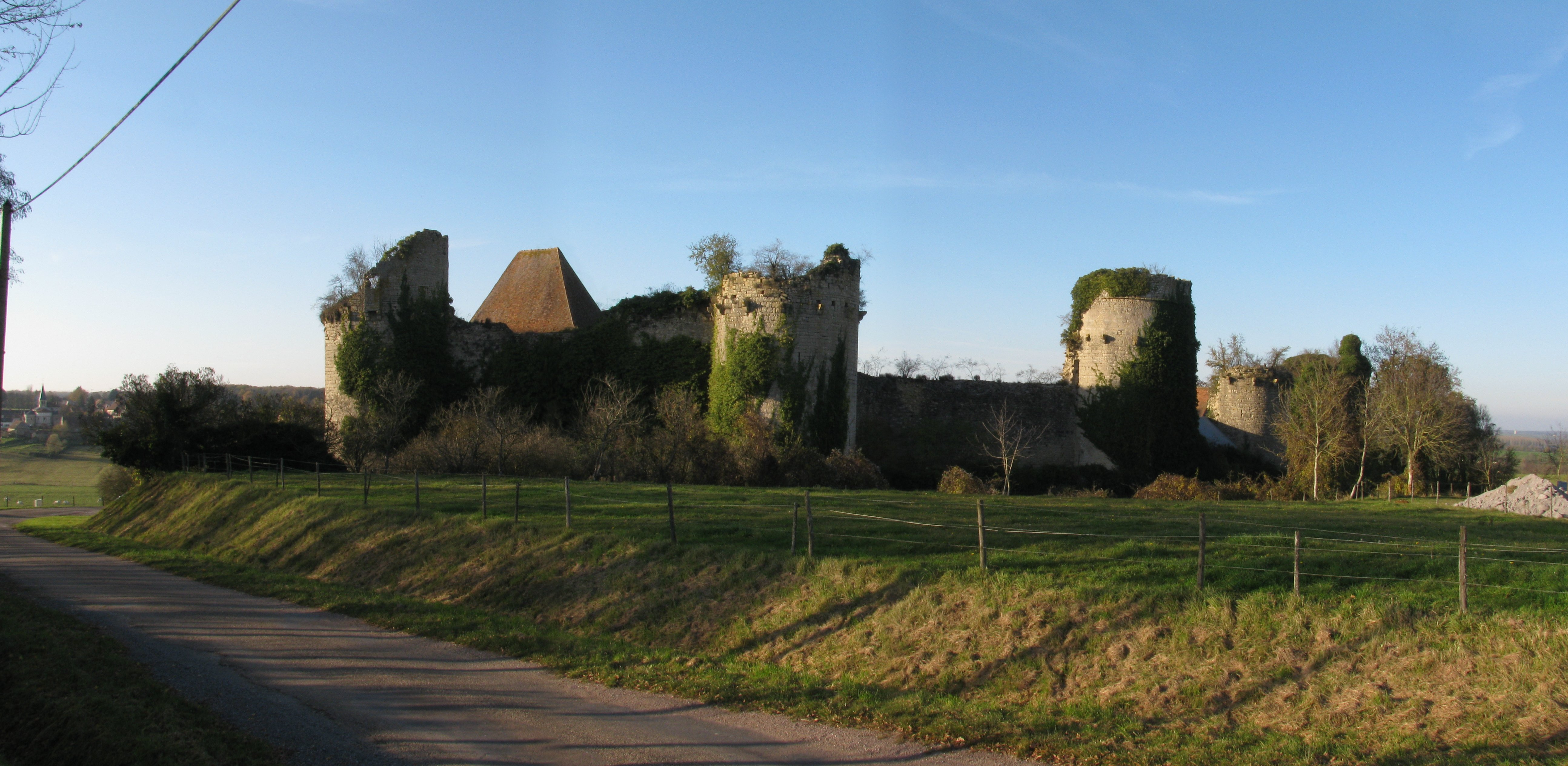
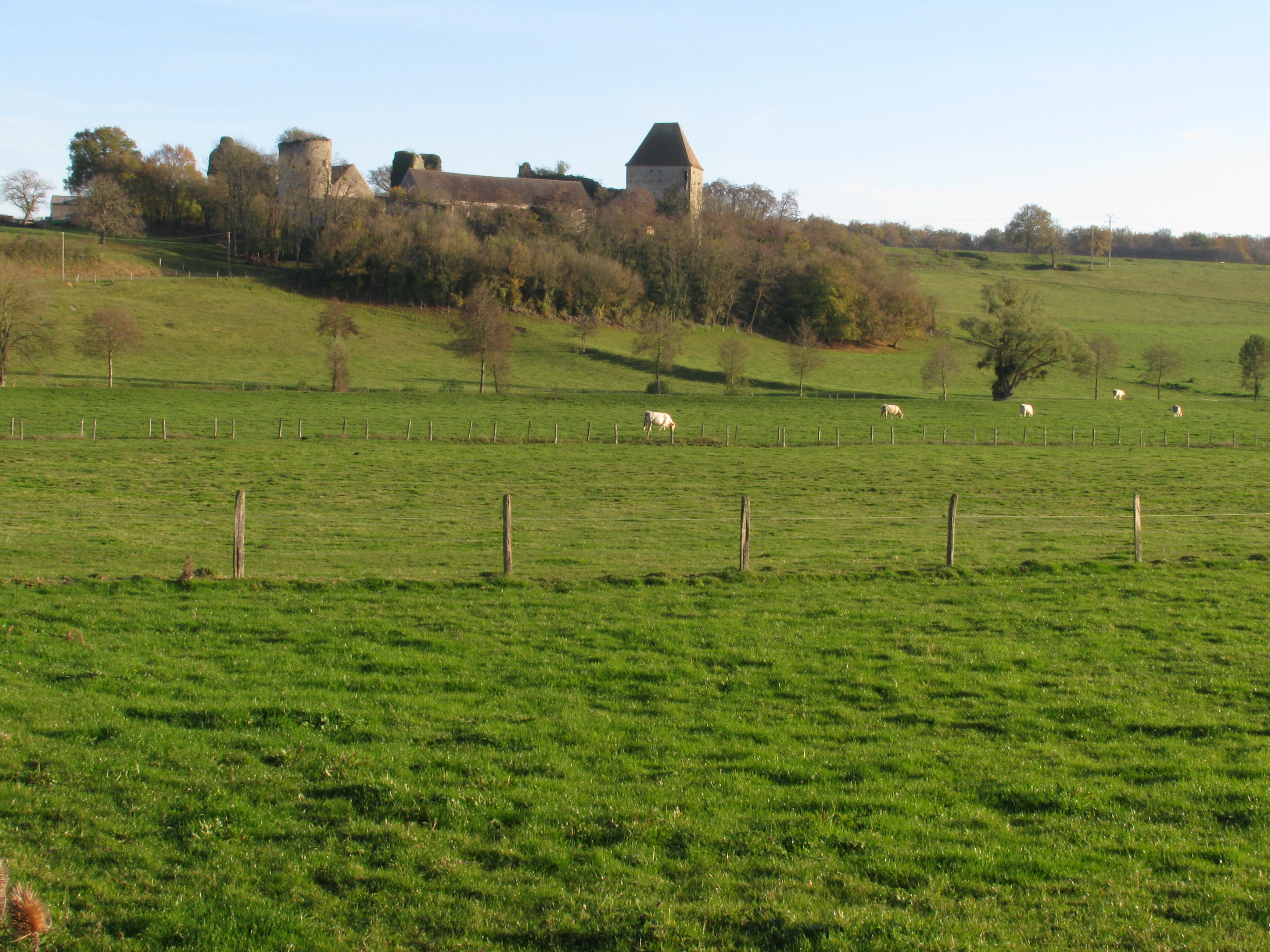

## Dans les arts

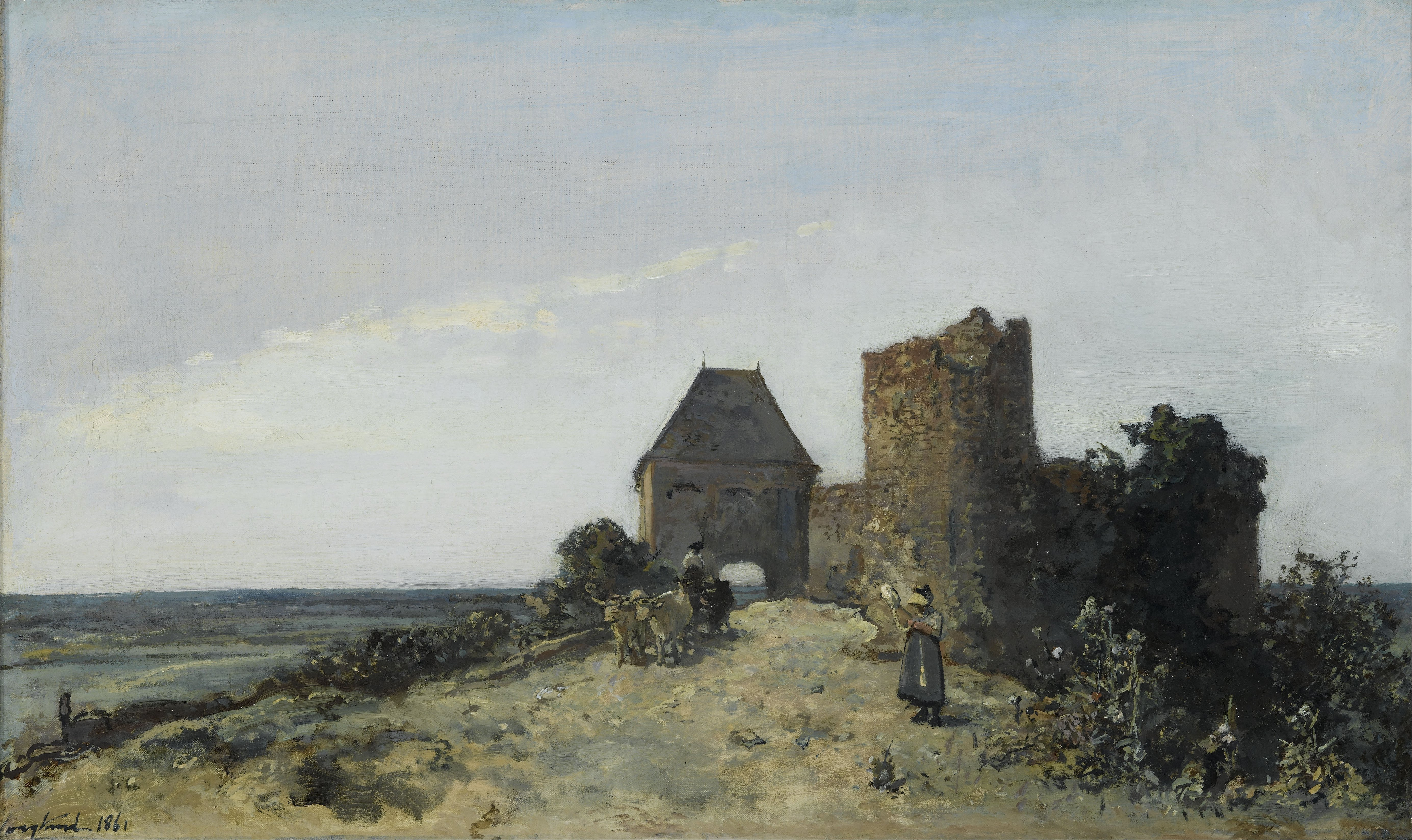
Ruines du château de Rosemont
Johan Barthold Jongkind, 1861
Musée d'Orsay, Paris

Les ruines du château sont immortalisées par un tableau de Johan Barthold Jongkind (exposé au musée d'Orsay). Le peintre participa au Salon des refusés en 1863 avec ce tableau.

## Légende
De l'ancien château, une légende dit que les fées auraient participé à son édification...qui dura une nuit seulement ! Il est resté inachevé car la dernière fée n'apporta dans son tablier que l'équivalent de cent tombereaux de pierre et de terre, ce qui ne permit pas de le terminer avant le chant du coq. Une autre légende raconte que les pierres venaient d'elles-mêmes à l'appel des fées qui se contentaient de maçonner avec l'eau toute proche du ruisseau de la Colâtre.